# Tales from the Elvenpath
Tales From The Elvenpath — це перший реліз повної збірки найкращих пісень симфо-метал квінтету Nightwish, вона була випущена 18 жовтня 2004 року Drakkar Entertainment. Elvenpath назва іншої пісні Nightwish, і, хоча збірка бере свою назву від цієї пісні, пісня сама по собі не з'являється на диску, тому що була записана з іншим лейблом.
Tales From The Elvenpath отримав золотий диск у Фінляндії, за 20.000 проданих копій, і в Німеччині, за 100.000 проданих копій.

## Список композицій
| #  | Назва                         | Альбом                      | Композитор                   |
| -- | ----------------------------- | --------------------------- | ---------------------------- |
| 1  | «Wishmaster»                  | Wishmaster                  | Холопайнен                   |
| 2  | «Sacrament of Wilderness»     | Oceanborn                   | Холопайнен та Емппу Вуорінен |
| 3  | «End of all Hope»             | Century Child               | Холопайнен                   |
| 4  | «Bless the Child»             | Century Child               | Холопайнен                   |
| 5  | «Sleeping Sun»                | Oceanborn B-side            | Холопайнен                   |
| 6  | «She is my Sin»               | Wishmaster                  | Холопайнен                   |
| 7  | «Walking in the Air»          | Oceanborn                   | Холопайнен та Говард Блейк   |
| 8  | «Stargazers»                  | Oceanborn                   | Холопайнен                   |
| 9  | «Over the Hills and Far Away» | Over the Hills and Far Away | Гері Мур                     |
| 10 | «The Kinslayer»               | Wishmaster                  | Холопайнен                   |
| 11 | «Dead Boy's Poem»             | Wishmaster                  | Холопайнен                   |
| 12 | «Sleepwalker»                 | Wishmaster B-side           | Холопайнен                   |
| 13 | «Nightquest»                  | Oceanborn B-side            | Холопайнен                   |
| 14 | «Lagoon»                      | Century Child B-side        | Холопайнен                   |
| 15 | «The Wayfarer»                | Century Child B-side        | Холопайнен                   |

## Чарти
| Чарт (2011)                                  | Найвища позиція |
| -------------------------------------------- | --------------- |
| Австрія Austrian Albums (Ö3 Austria)         | 19              |
| Німеччина German Albums (Offizielle Top 100) | 7               |
| Швейцарія Swiss Albums (Schweizer Hitparade) | 12              |

## Учасники
- Туомас Холопайнен — композитор, клавишні, вокал
- Емппу Вуорінен — гітара
- Юкка Невалайнен — ударні
- Тар'я Турунен — вокал
- Марко Хієтала — бас-гітара
- Самі Вянскя — бас-гітара (на всіх треках, за винятком 3, 4, 14 та 15)